# Alano della Rupe
Alano della Rupe, in francese Alain de La Roche (Plouër-sur-Rance, 1428 – Zwolle, 8 settembre 1475), fu un domenicano bretone, divenuto famoso per la sua particolare devozione al rosario. È tradizionalmente venerato come beato dalla Chiesa cattolica.

## Biografia
Professò i voti a Dinan, nella diocesi di Saint-Malo in Francia; in seguito si trasferì nel convento domenicano di Lilla, dove dimorò come lettore e predicatore fino al 1464, impegnandosi come membro della congregazione riformata d'Olanda, per ricondurre i conventi locali all'obbedienza. Studiò filosofia e teologia a Parigi, dove poi insegnò agli studenti di teologia dal 1459 al 1464.
In quegli anni ricevette le rivelazioni mariane circa la propagazione del salterio della Beata Vergine Maria, come era allora chiamato il rosario, e la costituzione della sua Confraternita. Nel 1468 venne inviato a Gand; nel 1470 fu trasferito a Rostock, dove fu associato all'Università del Meclemburgo. A questo periodo risale il suo opuscolo sulla "salutazione angelica" (Prolusione al terzo Libro delle Sentenze), che costituisce un primo saggio della sua profonda pietà mariana. In quello stesso anno fondò a Douai la prima confraternita.
Dal 1470 al 1475 Alano vide coronati i propri sforzi con le congregazioni d'Olanda: il capitolo del 1473 impose infatti ai fratelli conversi la lettura di Unum Psalterium Beatae Mariae Virginis; inoltre nella chiesa dei domenicani a Francoforte venne eretto un altare per la Confraternita del Rosario.
Nel 1475 Alano fu nuovamente a Lilla, dove visitò la fraternità di Douai, portando a termine la sua Apologia del Salterio di Maria. Consegnata la sua opera al vescovo di Cluny Ferrico, fu nuovamente a Gand e quindi a Zwolle, dove si ammalò il 15 agosto, festa dell'Assunzione, e dove morì a soli 47 anni l'8 settembre 1475, festa della Natività della Beata Vergine Maria.
È sepolto presso la chiesa, ormai sconsacrata, di Broerenkerk.

## Opere
Al beato Alano si deve la diffusione della devozione al salterio della Madonna o rosario, del quale stabilì le caratteristiche che sono ancora attuali, fissando delle regole a quello che veniva già recitato per consuetudine: dalla originaria recita di 50 Ave Maria passò a 150 divise in decadi, inframezzate da 15 Pater Noster. Fissò a cinque i temi di meditazione, elaborando gli attuali Misteri, distinguendoli in gaudiosi, dolorosi e gloriosi.
Alla sua morte i suoi scritti erano rimasti a Rostock, e le due uniche opere pubblicate in vita furono quelle già ricordate. Già poco dopo la sua scomparsa, Alano venne chiamato beato, ed iniziò un paziente lavoro di raccolta e di pubblicazione delle sue opere, che videro tuttavia la luce postume. Tra tutte, ricordiamo i primi compendi pubblicati nel 1478 da Adriano Van der Meer, superiore della congregazione d'Olanda, e soprattutto la raccolta completa delle opere del beato Alano (tra le quali il fondamentale Salterio di Cristo e di Maria, pubblicato postumo nel 1478) curata dal frate domenicano Giovanni Andrea Coppstein nel 1619, che fu la base di tutte le pubblicazioni moderne. Tra queste va ricordata l'edizione italiana di Imola del 1847, che raccoglie tutte le opere più importanti del beato Alano.
Fu Alano della Rupe a sostenere che la creazione del Rosario fosse opera di San Domenico.

## Culto
È tradizionalmente venerato come beato dalla Chiesa cattolica in Europa, anche se non risulta una conferma ufficiale del suo culto.